# Dmitrij Antonow
Dmitrij Iwanowicz Antonow (ros. Дмитрий Иванович Антонов, ur. 1896 we wsi Priloty w guberni smoleńskiej, zm. ?) – radziecki działacz partyjny.

## Życiorys
Od 1915 żołnierz rosyjskiej armii, od 1918 w RKP(b), 1918-1922 w Armii Czerwonej, od 1922 sekretarz partyjnego komitetu RKP(b) kopalni i później komitetu rejonowego WKP(b). Od 1935 do kwietnia 1938 pomocnik kierownika Wydziału Przemysłowego KC WKP(b), w kwietniu-maju 1938 p.o. przewodniczącego Komitetu Wykonawczego Czelabińskiej Rady Obwodowej, potem p.o. I sekretarza i od 1938 do lutego 1940 I sekretarz Komitetu Obwodowego WKP(b) w Czelabińsku, od 31 marca 1939 do 20 lutego 1940 zastępca członka KC WKP(b), następnie w dyspozycji KC WKP(b).